# WhatPulse
WhatPulse es una aplicación compatible con Microsoft Windows, Apple Macintosh y GNU/Linux que lleva un registro que muestra la cantidad de clics y tecleos efectuados en un lapso y la distancia que ha recorrido el ratón en un período.
Desde la versión (1.5.0), se comenzó a registrar la distancia recorrida con el ratón, ya sea en millas, kilómetros o metros (es seleccionable). Con esto, el usuario puede medir con exactitud cuánto usa el ratón. Los creadores aseguran que no se trata de un programa espía, dicen que no guardan las palabras escritas en sí, sólo guardan el número de tecleos. De esta forma, sólo se puede ver el número de tecleos y clicleos que han sido efectuados.
Existe lo que se llama "Pulse!". Esto se efectúa al hacer doble clic en el Tray de WhatPulse, y con esto se envía una cantidad de datos (tecleos, clics y distancia) al servidor. De esta forma, los usuarios pueden comparar sus estadísticas con otros usuarios a nivel internacional. También existen los "Teams", donde el usuario puede unirse para agregar sus estadísticas a las estadísticas del Team (la cual es la suma de todos los datos de todos los miembros). Desde el 19 de agosto del año 2006, más de 100,000 usuarios se han integrado al WhatPulse.
Existe un grupo llamado "WhatPulse anti-cheat" team; su finalidad es prevenir el uso de trampas en el WhatPulse. En la versión (1.5.0) se ha incluido un sistema antitrampas. Por otra parte, WhatPulse cuenta con un foro, donde los usuarios pueden efectuar preguntas, plantear problemas y otras cosas.